# Антим Кратовски
Антим (на гръцки: Άνθιμος, Антимос) е православен духовник, епископ на Вселенската патриаршия.

## Биография
На 26 юли 1856 година в църквата „Свети Архангели“ Антим е ръкоположен за титулярен кратовски епископ и е назначен за викарен епископ на босненския митрополит. На 31 май 1858 година е ръкоположен за титулярен кратовски епископ, викарий на босненския митрополит.
Умира в начлото на 1858 година.